# Callosiope banghaasi
Callosiope banghaasi är en fjärilsart som beskrevs av Erich Martin Hering 1925. Callosiope banghaasi ingår i släktet Callosiope och familjen träfjärilar. Inga underarter finns listade i Catalogue of Life.